# Przestrzeń M (Marcinkiewicza)
Przestrzeń metryczna {\displaystyle (X,\varrho ),} gdzie X jest zbiorem dystrybucji dla którego jest spełnione:
{\displaystyle \forall _{\tau },}   gdzie {\displaystyle \tau } – skończone,
istnieje całka Lebesgue’a: {\displaystyle \int \limits _{-\tau }^{\tau }\left|x(t)\right\vert ^{2}\,dt}
i istnieje skończona granica:
{\displaystyle {\overline {\lim _{\tau \to \infty }}}{\frac {1}{2\tau }}\int \limits _{-\tau }^{\tau }\left|x(t)\right\vert ^{2}\,dt,}
gdzie {\displaystyle {\overline {\lim }}} jest granicą górną.
X dzielimy na klasy abstrakcji ze względu na relację:
{\displaystyle x\backsim y\Leftrightarrow {\overline {\lim _{\tau \to \infty }}}{\frac {1}{2\tau }}\int \limits _{-\tau }^{\tau }\left|x(t)-y(t)\right\vert ^{2}\,dt=0,}
{\displaystyle x,y\in X.}
Metryka {\displaystyle \varrho (x,y)={\overline {\lim _{\tau \to \infty }}}{\sqrt {{\frac {1}{2\tau }}\int \limits _{-\tau }^{\tau }\left|x(t)-y(t)\right\vert ^{2}\,dt}},}
{\displaystyle x,y\in X.}
Przestrzeń M jest przestrzenią zupełną i jest nazywana przestrzenią sygnałów o ograniczonej mocy średniej.